# Phytoliriomyza robiniae
Phytoliriomyza robiniae este o specie de muște din genul Phytoliriomyza, familia Agromyzidae, descrisă de Valley în anul 1982.
Este endemică în Pennsylvania. Conform Catalogue of Life specia Phytoliriomyza robiniae nu are subspecii cunoscute.